# Chilcote
 (octobre 2023).
Chilcote est une paroisse civile et un village du Leicestershire, en Angleterre.